# پایگاه نیروی هوایی ک. ا. ساویر
پایگاه نیروی هوایی ک. ا. ساویر (به انگلیسی: K. I. Sawyer Air Force Base) یک فرودگاه پایگاه نیروی هوایی است . این فرودگاه در کشور ایالات متحده آمریکا قرار دارد .